# Aisai
Aisai (jap. 愛西市 Aisai-shi) – miasto w Japonii, w środkowej części wyspy Honsiu, w prefekturze Aichi, na zachód od Nagoi.
Miasto powstało 1 kwietnia 2005 roku przez połączenie miasteczek Saya, Saori oraz wsi Hachikai i Tatsuta (z powiatu Ama).

## Położenie
Miasto leży w zachodniej części prefektury nad rzekami Kiso i Nagara. Miasto graniczy z:
- Ama
- Tsushima
- Inazawa
- Yatomi
- Kaizu
- Kuwana

## Transport

### Kolejowy
Przez miasto przebiegają linie Meitetsu, Tsushima oraz Bisai, na których znajduje się 6 stacji kolejowych.

### Drogowy
- Autostrada Higashi-Meihan
- Droga krajowa nr 1, 155.

## Populacja
Zmiany w populacji Aisai w latach 1970–2015:
| Rok  | Populacja |
| ---- | --------- |
| 1970 | 48 104    |
| 1975 | 57 537    |
| 1980 | 61 337    |
| 1985 | 62 983    |
| 1990 | 63 143    |
| 1995 | 64 216    |
| 2000 | 65 597    |
| 2005 | 65 556    |
| 2010 | 64 981    |
| 2015 | 63 119    |